# 2771 Polzunov
2771 Polzunov (1978 SP7) là một tiểu hành tinh vành đai chính được phát hiện ngày 16 tháng 9 năm 1978 bởi L. Zhuravleva ở Nauchnyj.